# Heike Paulmann Koepfer
Heike Paulmann Koepfer (* 1968) ist eine deutschstämmige chilenische Geschäftsfrau und bis 2024 Präsidentin des Einzelhandelskonzerns Cencosud. Sie wurde als Tochter des deutschstämmigen Unternehmers Horst Paulmann und Helga Koepfer geboren. Heike ist die einzige Tochter unter den vier Kindern von Horst Paulmann.

## Leben

### Frühes Leben und Ausbildung
Heike Paulmann besuchte das Colegio Alemán in Santiago de Chile und schloss ihr Studium als Betriebswirtin an der Universidad de Chile ab. Später absolvierte sie einen MBA an der Universidad Adolfo Ibáñez. Bereits in jungen Jahren zeigte sie unternehmerisches Talent, als sie in den 1990er Jahren die Aventura Center-Familienunterhaltungszentren in Argentinien gründete und leitete.

### Karriere bei Cencosud
Seit 1999 war Heike Paulmann Mitglied des Vorstands von Cencosud. Im Jahr 2021 übernahm sie die Präsidentschaft des Unternehmens, nachdem sich ihr Vater aus gesundheitlichen Gründen zurückzog. Unter ihrer Führung hat sich das Unternehmen weiterhin als einer der führenden Einzelhandelskonzerne in Lateinamerika behauptet. Sie ist für den Markteintritt der Gruppe in Brasilien, Peru, Kolumbien und den USA verantwortlich. Im Jahr 2022 zählte das Forbes-Magazin die Geschäftsfrau zu den „30 mächtigsten Frauen Chiles“.
Im April 2024 trat sie aus persönlichen Gründen als Vorsitzende zurück und übergab an ihren Bruder Peter Paulmann Koepfer. Sie verblieb jedoch im Vorstand der Muttergesellschaft von Cencosud, Holding PK One Limited, ein in England eingetragenes Unternehmen, das 51,62 % der Anteile an Cencosud besitzt.